# Feltia edentata
Feltia edentata är en fjärilsart som beskrevs av Smith 1902. Feltia edentata ingår i släktet Feltia och familjen nattflyn. Inga underarter finns listade i Catalogue of Life.